# Governatori della Rhodesia Meridionale
I Governatori della Rhodesia Meridionale dal 1923 al 1980 furono i seguenti.

## Lista
| Governatore              | Ritratto | Dal              | Al               |
| ------------------------ | -------- | ---------------- | ---------------- |
| John Chancellor          |          | 1 ottobre 1923   | 15 giugno 1928   |
| Murray Bisset            |          | 15 giugno 1928   | 24 novembre 1928 |
| Cecil Hunter-Rodwell     |          | 24 novembre 1928 | 1 maggio 1934    |
| Fraser Russell           |          | 1 maggio 1934    | 8 gennaio 1935   |
| Herbert Stanley          |          | 8 gennaio 1935   | 8 gennaio 1942   |
| Fraser Russell           |          | 8 gennaio 1942   | 10 dicembre 1942 |
| Charles Baring           |          | 10 dicembre 1942 | 26 ottobre 1944  |
| Robert James Hudson      |          | 26 ottobre 1944  | 20 febbraio 1945 |
| Campbell Tait            |          | 20 febbraio 1945 | 2 febbraio 1946  |
| Fraser Russell           |          | 2 febbraio 1946  | 19 luglio 1946   |
| Robert James Hudson      |          | 19 luglio 1946   | 14 gennaio 1947  |
| John Noble Kennedy       |          | 14 gennaio 1947  | 21 novembre 1953 |
| Robert Clarkson Tredgold |          | 21 novembre 1953 | 26 novembre 1954 |
| Peveril William-Powlett  |          | 26 novembre 1954 | 28 dicembre 1959 |
| Humphrey Gibbs           |          | 28 dicembre 1959 | 24 giugno 1969   |
| Carica vacante           |          | 24 giugno 1969   | 11 dicembre 1979 |
| Christopher Soames       |          | 11 dicembre 1979 | 18 aprile 1980   |